# Agstafa
Ağstafa, também Agstafa, Akstafa e Akstafal, é uma cidade, município, e a capital do Raion Agstafa, no Azerbaijão.